# Раковски (квартал на Димитровград)
Вижте пояснителната страница за други значения на Раковски.
Раковски е квартал на Димитровград, някогашно село, на десния бряг на р. Марица.
През 1947 година е обединено със селата Мариино и Черноконево и образуват Димитровград.

## История
Първоначално името на селото е Каяджик. В 1906 година е преименувано на Каменец, a от 1925 година носи името Раковски. При избухването на Балканската война в 1912 година петима души от Каменец са доброволци в Македоно-одринското опълчение.

## Личности
Родени в Раковски
- Вълчо Димов, македоно-одрински опълченец, Продоволствен транспорт на МОО[3]
- Лозю Димов, македоно-одрински опълченец, Продоволствен транспорт на МОО, носител на бронзов медал с корона[4]
- Милан Георгиев, македоно-одрински опълченец, 1 рота на 9 велешка дружина[5]
- Славчо Петров, македоно-одрински опълченец, Продоволствен транспорт на МОО[6]
- Тенчо Господинов (1855 – ?), македоно-одрински опълченец, Нестроева рот ана 11 сярска дружина[7]

## Забележителности
- „Свети Димитър“ – църква, най-старата постройка в Димитровград[8]